# Canteloup (Calvados)
Canteloup település Franciaországban, Calvados megyében. Lakosainak száma 189 fő (2022. január 1.). Canteloup Argences, Cléville, Saint-Ouen-du-Mesnil-Oger, Moult-Chicheboville és Valambray községekkel határos.

## Népesség
A település népességének változása:
| Lakosok száma | 103  | 181  | 180  | 169  | 197  | 186  | 179  | 186  | 190  | 189  |
|               | 1968 | 1982 | 1990 | 2006 | 2013 | 2015 | 2017 | 2019 | 2020 | 2022 |